# Bobby Wanzer
Robert „Bobby“ Wanzer (* 4. Juni 1921 in Brooklyn, New York; † 23. Januar 2016) war ein US-amerikanischer Basketballspieler. Zwischen 1948 und 1957 spielte er in der US-Profiliga NBA für die Mannschaft der Rochester Royals. Wanzer war 1,83 m groß und spielte auf der Position des Guard. Das Backcourt-Duo aus Wanzer und Bob Davies führte die Royals 1951 zur NBA-Meisterschaft. Für seine Karriereleistung wurde Wanzer 1987 als Spieler in die Naismith Memorial Basketball Hall of Fame aufgenommen.
Während des Zweiten Weltkriegs, diente Wanzer bei den US Marines zwischen 1943 und 1946. Anschließend wurde er Basketballprofi in der neu gegründeten Liga NBA. Wanzer war der erste NBA-Spieler, der bei über 90 % der Würfe von der Freiwurflinie traf. Ab 1955 übernahm er das Amt des Spielertrainers bei den Royals. Von 1963 bis 1987 trainierte Wanzer die Mannschaft des St. John Fisher College in Rochester, New York.